# Jean-Léon Gérôme
Jean-Léon Gérôme (Vesoul, 1824. május 11. – Párizs, 1904. január 10.) francia festő és szobrász.

## Életpályája
1841–44-ben Párizsban Paul Delaroche tanítványa volt és mesterét Itáliába is követte. Már első festménye, a Kakasviadal (1847) élete egyik legkomolyabb művészi eredménye volt. Ez a mű az ókori életből meríti a tárgyát és ettől fogva Gérôme különös előszeretettel követte ezt az irányt. Egymás után következnek: Anakreón, Görög női szoba, Kandaulos király neje, A gladiátorok a cirkuszban üdvözlik Vitellius császárt (1859), Pollice verso (gladiátori jelenet), Phryné a bírák előtt (1861), Alkibiades Aspasiánál, A nevető jósok, Kleopátra és Caesar (1866). Mindezekben az ókori magánéletet, az ókori emberiség érzelmeit úgy tünteti föl, mint amelyek megfelelnek korának. 1855-ben, 1857-ben és 1864-ben Egyiptomban, Arábiában, Szíriában és Palesztinában járt és ettől fogva örömest festett keleti életképeket, ilyenek: Katonasorozás Egyiptomban (1857), A fogoly, A török mészáros (1863), Almeh (1864), Az arabok imája (1865), Az El Assaneyn mecset kapuja Kairóban, a kivégzett bejek fejeivel (1867), Sakkozó arnauták, Török fürdő, Táncoló basibozukok, Kikocsikázó hárem, Az arab és lova, anélkül azonban, hogy beléjük igazi életet tudott volna lehelni. Megpróbálkozott allegóriai festményekkel (Augustus kora), drámai ábrázolásokkal (Caesar halála, Párbaj az álarcosbál után) és modern történeti tárgyú zsánerképekkel is (XIV. Lajos és Molière, Ney marsall halála, József páter). Mint a neogörög stílus egyik új erősségét ünnepelték. Ámbár sokat utazott, új és friss impressziókat keresve, későbbi művei, egy-kettő kivételével, így Pierrot párbaja (Chantilly), Théba (Nantes) egyre erősebb hanyatlást mutatnak. Szobrászattal is próbálkozott (Ph. Rousseau, Nyugvó oroszlán, Rouen). Mint szobrász az Anakreon, Bacchus és Ámor csoportozattal 1881-ben a Szalonban díjat nyert. A párizsi művészeti iskola tanára és a Becsületrend parancsnoka volt.